# Evansville and Terre Haute Railroad
L'Evansville and Terre Haute Railroad (E&TH) était un ancien chemin de fer américain de classe I, en service dans le sud-ouest de l'Indiana, et initialement créé sous le nom d'« Evansville and Crawfordsville Railroad » en 1853. Il fut absorbé par le Chicago and Eastern Illinois Railroad en 1911.

## Historique
L'Evansville and Crawfordsville Railroad Company fut la première compagnie de chemin de fer à desservir Evansville, Indiana ce qui favorisa sa croissance. La compagnie fut créée en 1853 par William D. Griswold, un avocat de Terre Haute, Indiana qui fusionna 2 anciennes petites compagnies (dont lEvansville and Illinois Railroad). Terre Haute fut reliée cette même année. Ce chemin de fer fut rebaptisé Evansville and Terre Haute Railroad (E&TH) en 1877.
En 1911, il fut consolidé dans le Chicago and Eastern Illinois Railroad (C&EI) qui intégra l'Evansville Belt Railroad en 1951. 
L'U.S. Route 41 longe une grande partie de la ligne de l'ex Evansville and Terre Haute.